# Geiersnest (Bayreuth)
Geiersnest ist Gemeindeteil der kreisfreien Stadt Bayreuth im bayerischen Regierungsbezirk Oberfranken. Geiersnest liegt in der Gemarkung Sankt Johannis.

## Geografie
Die Einöde Geiersnest bildet mit Eremitenhof im Osten und Wunau im Süden eine geschlossene Siedlung. Diese liegt am Bühlersbach, einem linken Zufluss des Roten Mains. Die Kreisstraße BTs 6 führt nach Colmdorf (0,7 km südwestlich) bzw. nach Seulbitz (1,6 km östlich). Eine Gemeindeverbindungsstraße führt nach Mooshügel (0,3 km südlich).

## Geschichte
Geiersnest gehörte zur Realgemeinde Aichig. Gegen Ende des 18. Jahrhunderts bestand Geiersnest aus einem Anwesen. Die Hochgerichtsbarkeit stand dem bayreuthischen Stadtvogteiamt Bayreuth zu. Die Grundherrschaft über das Söldengut hatte das Amt St. Johannis.
Von 1797 bis 1810 unterstand der Ort dem Justiz- und Kammeramt Bayreuth. Mit dem Gemeindeedikt wurde Geiersnest dem 1812 gebildeten Steuerdistrikt Sankt Johannis und der Ruralgemeinde Eremitenhof zugewiesen. Mit dem Gemeindeedikt von 1818 erfolgte die Eingemeindung nach Sankt Johannis. Am 1. April 1939 wurde Geiersnest nach Bayreuth eingemeindet.

### Einwohnerentwicklung
| Jahr      | 001819 | 001822 | 001861 | 001871 | 001885 | 001900 | 001925 | 001950 | 001961 | 001970 | 001987 |
| Einwohner | *      | 7      | 4      | 3      | 4      | 7      | 6      | 11     | 9      | †      | *      |
| Häuser    |        | 1      |        |        | 1      | 1      | 1      | 1      | 1      |        | *      |
| Quelle    | [ 8 ]  | [ 9 ]  | [ 10 ] | [ 11 ] | [ 12 ] | [ 13 ] | [ 14 ] | [ 15 ] | [ 16 ] | [ 17 ] | [ 18 ] |

## Religion
Geiersnest ist evangelisch-lutherisch geprägt und nach St. Johannis gepfarrt.